# Blažo Jovanović
Blažo Jovanović, črnogorski general in politik, * 28. marec 1907, † 4. februar 1976.
Jovanović je bil po izobrazbi pravnik in eden najvidnejših črnogorskih in jugoslovanskih komunističnih politikov, mdr. politični sekretar PK oz. CK KP Črne Gore (1943–63), prvi povojni predsednik črnogorske vlade (do 1953), nato predsednik Narodne skupščine Črne gore do 1963. V jugoslovanskem (zveznem) merilu pa je bil član CK KPJ, od 1954 tudi izvršnega komiteja CK ZKJ, predsednik Ustavnega sodišča SFRJ, član Sveta federacije in zvezni poslanec. Bil je narodni heroj Jugoslavije in junak socialističnega dela.